# Frou-Frou
Frou-Frou (także Froufrou) – francuska komedia w pięciu aktach autorstwa Henriego Meilhaca i Ludovica Halévy’ego z 1869.

## Treść
Tytułową bohaterką jest Gilberta de Sartorys, zwana „Frou-Frou” – trzpiotka, traktująca życie jak nieustanną zabawę. Frou-Frou mimo że jest żoną nieśmiałego dyplomaty i matką małego dziecka, zakochuje się do szaleństwa w rozpustnym libertynie, Paulu de Valreasie i wraz z nim ucieka do Wenecji. Jej siostra, Ludwika, zajmuje miejsce przy jej mężu i dziecku, podczas gdy sama Frou-Frou staje się kobietą upadłą. 

## Frou-Frouw Polsce
Utwór został przetłumaczony na język polski przez Wincentego Bobrowskiego. Sztuka cieszyła się popularnością w galicyjskich teatrach w XIX w. W roli Gabrieli wystąpiły m.in. Antonina Hoffmann, Helena Modrzejewska i Gabriela Zapolska.

## Galeria

Odtwórczynie roli Frou-Frou
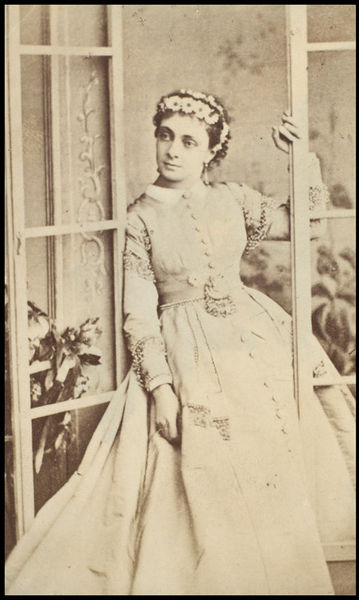
Aimée-Olympe Desclée (insenizacja z XIX wieku)
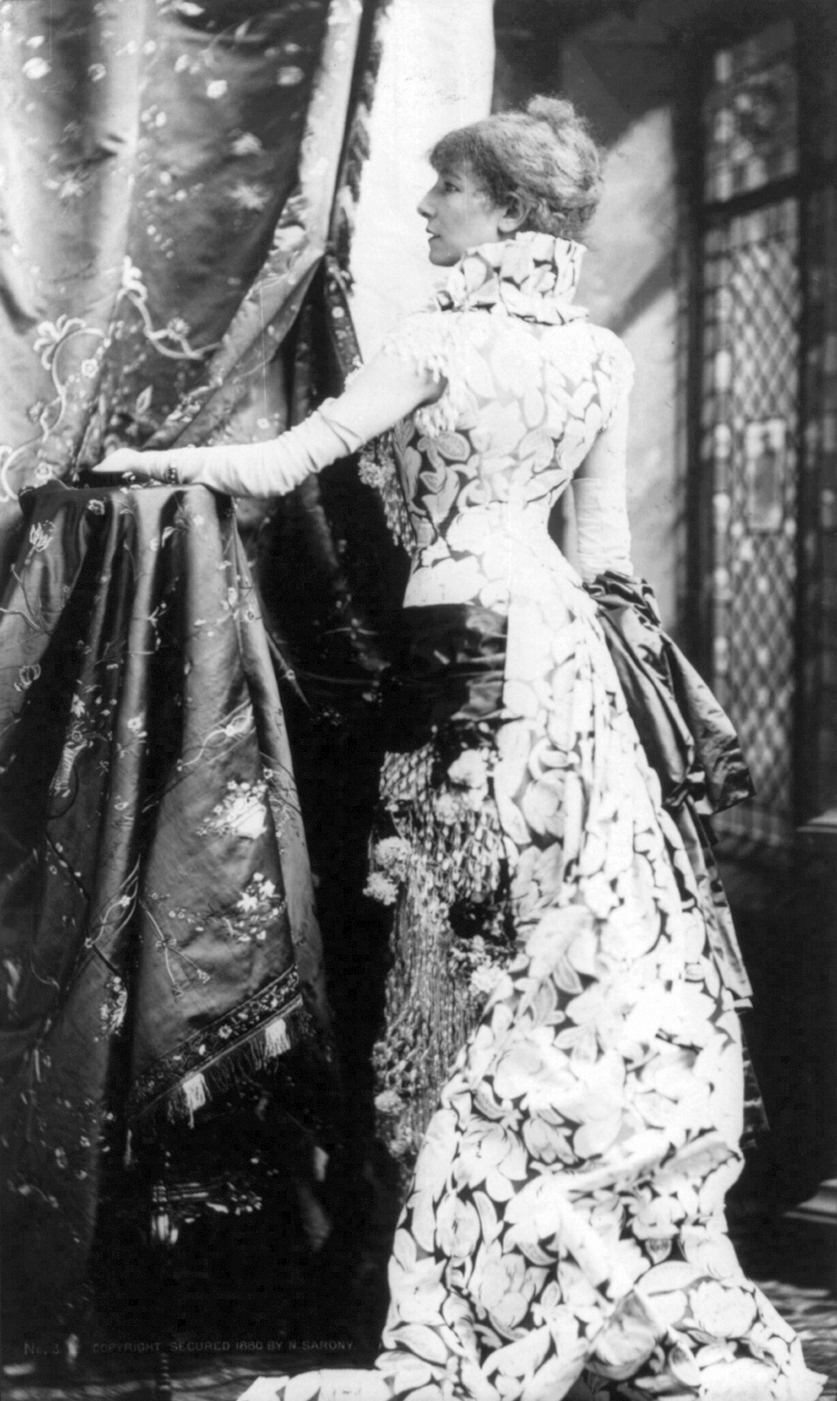
Sarah Bernhardt (inscenizacja z 1880)